# Punerot
Punerot ist eine französische Gemeinde mit 149 Einwohnern (Stand: 1. Januar 2022) im Département Vosges in der Region Grand Est. Sie gehört zum Arrondissement Neufchâteau und zum Gemeindeverband Ouest Vosgien.

## Geografie
Die Gemeinde Punerot liegt etwa 25 Kilometer südlich von Toul an der Grenze zum Département Meurthe-et-Moselle. Umgeben wird Punerot von den Nachbargemeinden Saulxures-lès-Vannes im Norden, Autreville im Osten, Harmonville und Tranqueville-Graux im Südosten, Martigny-les-Gerbonvaux im Süden, Ruppes im Westen sowie Mont-l’Étroit Nordwesten.
Durch die Gemeinde führt die Bahnstrecke Culmont-Chalindrey–Toul und die Römerstraße Via Agrippa von Lyon nach Trier.

## Geschichte
Keramik- und Steinfunde lassen auf eine Besiedlung während der Römerzeit schließen. Möglicherweise gab es in Punerot Thermen und Bäder an der Via Agrippa.
Zur Zeit der Gründung der Gemeinden und Kantone im Jahr 1793 hieß die Gemeinde zunächst Prunerot (bis 1801).

### Bevölkerungsentwicklung
| Jahr      | 1962 | 1968 | 1975 | 1982 | 1990 | 1999 | 2006 | 2014 | 2021 |
| Einwohner | 214  | 189  | 163  | 136  | 112  | 136  | 159  | 162  | 152  |

Im Jahr 1836 wurde mit 556 Bewohnern die bisher höchste Einwohnerzahl ermittelt. Die Zahlen basieren auf den Daten von cassini.ehess und INSEE.

## Sehenswürdigkeiten
- Kirche Saint-Élophe
- Flurkreuz aus dem Jahr 1751 (La croix Marchal)[5]

Kirche Saint-Élophe
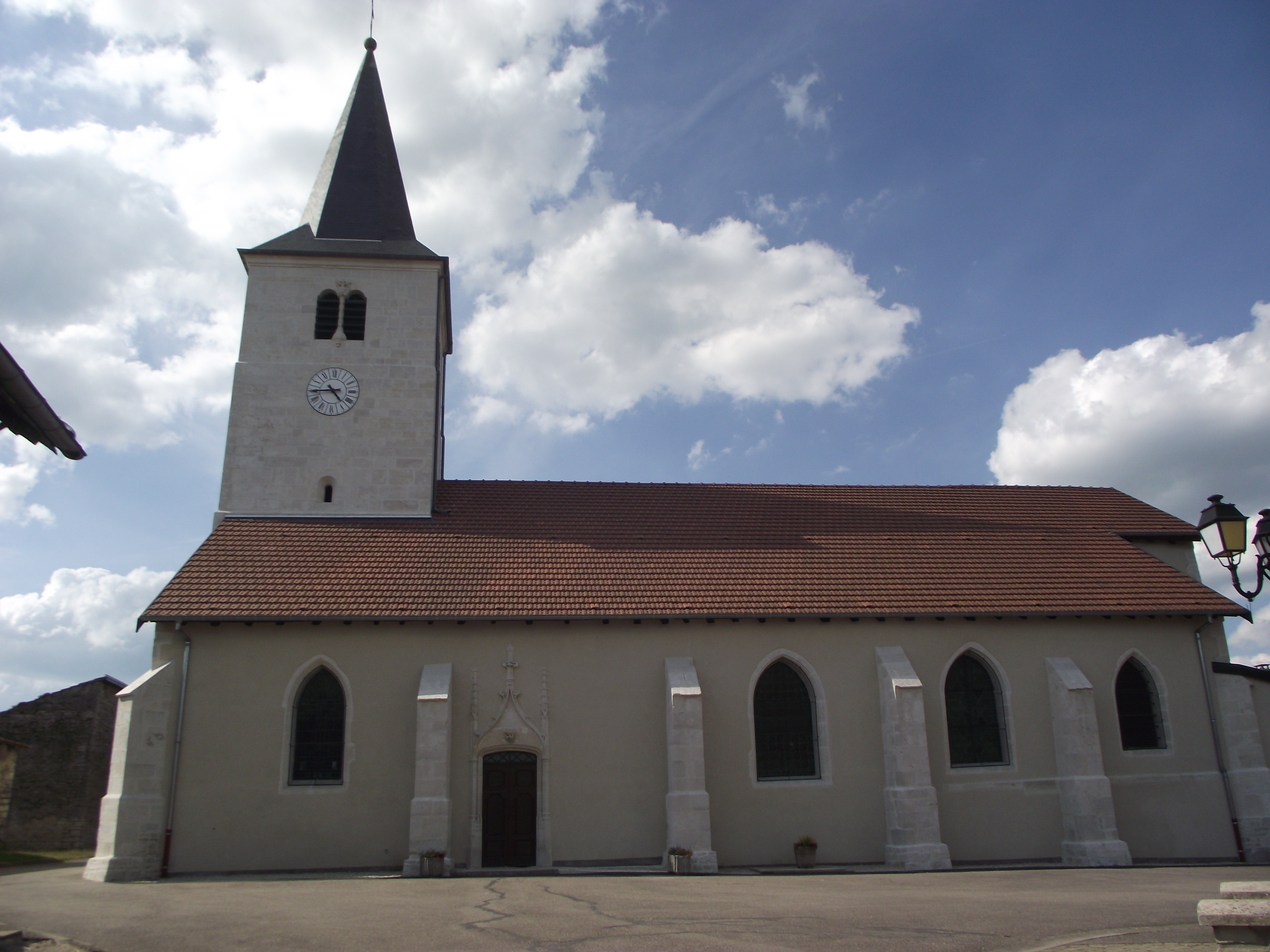
Nordseite
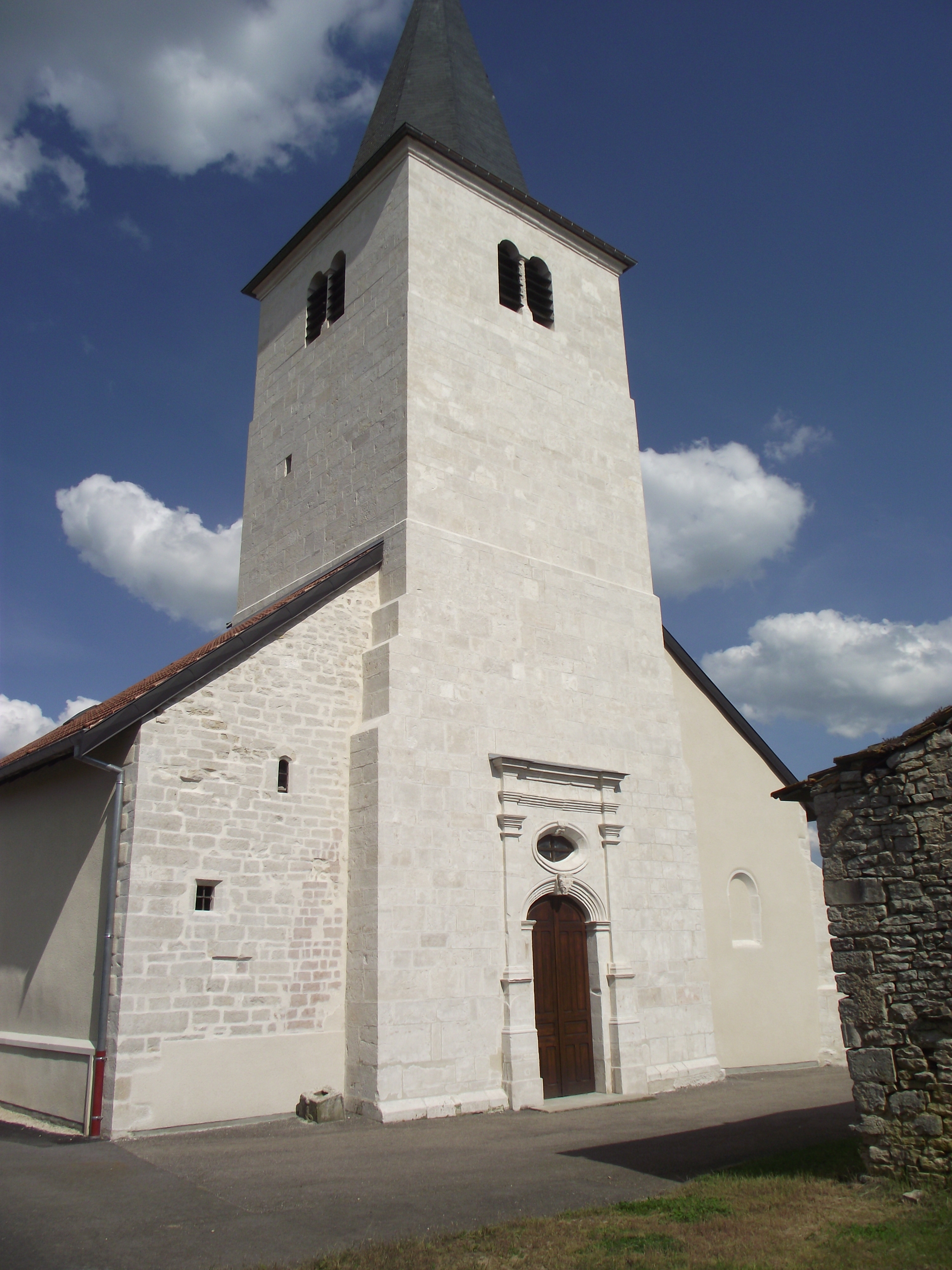
Ostseite

## Wirtschaft und Infrastruktur

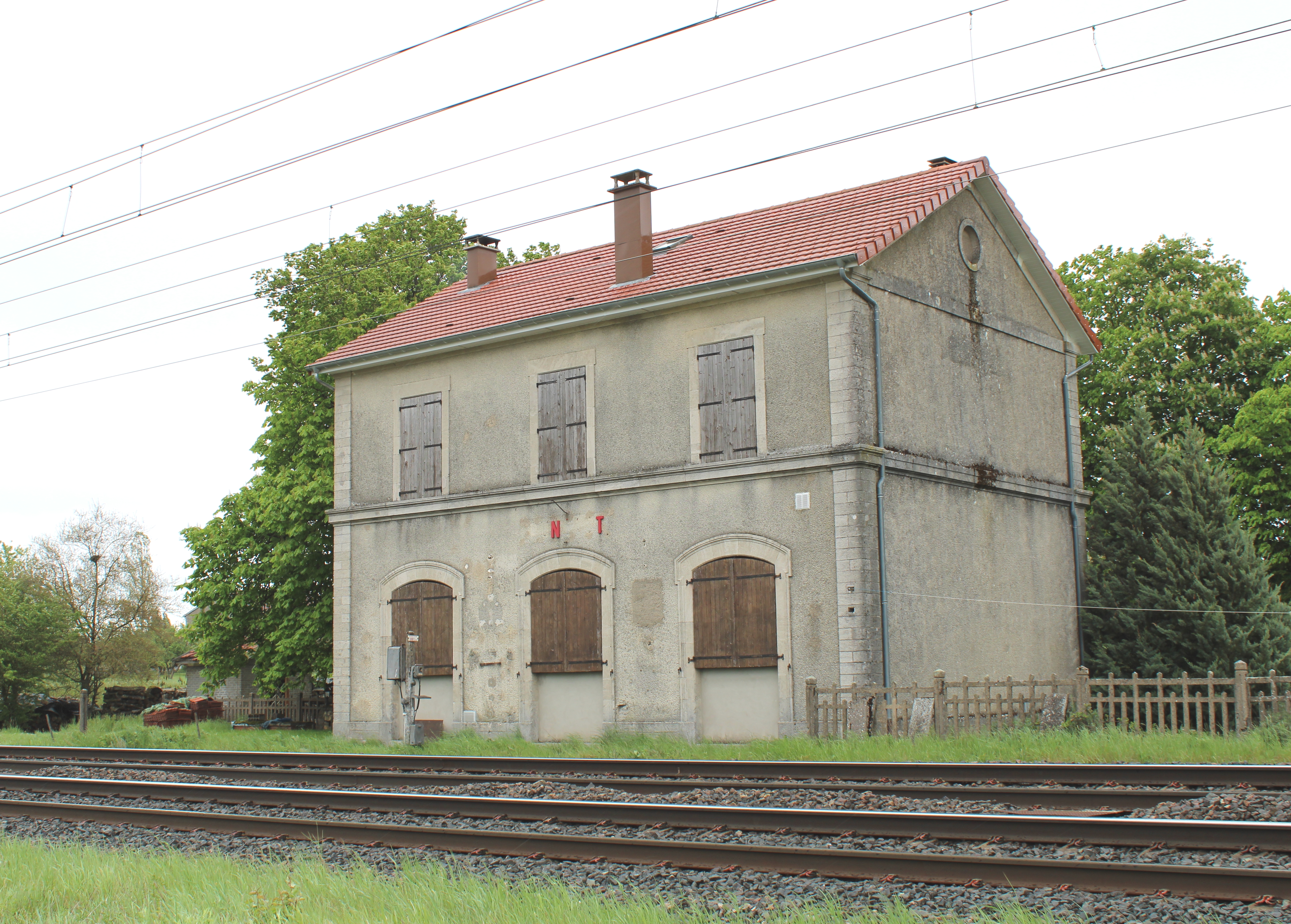
Ehemaliges Bahnhofsgebäude von Punerot an der Bahnstrecke Culmont-Chalindrey–Toul

In der Gemeinde sind acht Landwirtschaftsbetriebe ansässig (Milchwirtschaft, Rinderzucht).
Durch Punerot führt die Fernstraße D 19 von Autreville nach Greux. Eine weitere Straßenverbindung besteht nach Mont-l’Étroit. Der nächste Anschluss an die Autoroute A 31 liegt zehn Kilometer nordöstlich von Punerot.

## Belege
1. ↑  Punerot auf der Präsentation des Gemeindeverbandes (Memento des Originals vom 19. Februar 2016 im Internet Archive)  Info: Der Archivlink wurde automatisch eingesetzt und noch nicht geprüft. Bitte prüfe Original- und Archivlink gemäß Anleitung und entferne dann diesen Hinweis. (französisch)
2. ↑  Ortsname auf cassini.ehess.fr
3. ↑  Punerot auf cassini.ehess
4. ↑  Punerot auf INSEE
5. ↑  Flurkreuz Punerot (französisch)
6. ↑  Landwirtschaftsbetriebe auf annuaire-mairie.fr (französisch)